# Islamische Gemeinschaft der Bosniaken in Deutschland
Die Islamische Gemeinschaft der Bosniaken in Deutschland e. V. (IGBD) (bosnisch Islamska zajednica Bošnjaka u Njemačkoj) ist der Dachverband der bosnischen Muslime mit Sitz in Wiesbaden in Hessen. Der Verband gehört dem Islamrat für die Bundesrepublik Deutschland sowie dem Zentralrat der Muslime in Deutschland an, sieht sich dort aber nur in einer beobachtenden Rolle.
Die erste islamische Gemeinde der Bosniaken in Deutschland wurde im Jahre 1978 in Aachen gegründet. Vor dem Bosnienkrieg gab es in Deutschland rund 20 Gemeinden, die durch die große Anzahl von Flüchtlingen und Vertriebenen aus Bosnien in der Zeit nach 1992 schnell anstieg und im Januar 1994 die Anzahl von rund 50 erreichte (1997: 53 Gemeinden.).
Am 10. Januar 1994 ernannte Mustafa Cerić, der sich zu dieser Zeit in Deutschland aufhielt, Imam Mustafa Klanco zum Hauptimam der Islamischen Gemeinschaft in Deutschland.
Ende 1994 wurde ein Bundesdachverband als Vereinigung islamischer Gemeinden der Bosniaken in Deutschland e. V. (VIGB) in Dortmund gegründet.
Er wurde als Auslandsbezirk in die Islamische Gemeinschaft in Bosnien und Herzegowina (Islamska zajednica u Bosni i Hercegovini, IZ BiH) eingebunden und entsendet auch zwei Delegierte in die Hauptversammlung (sabor) nach Sarajevo. Heute zählt der in Islamische Gemeinschaft der Bosniaken in Deutschland e. V. umbenannte Dachverband 76 bosniakische Moscheegemeinden, die in sechs regionalen Einheiten unter der Leitung der Regionalimame mit regionalen Schwerpunkten in Nordrhein-Westfalen, Bayern und Baden-Württemberg organisiert sind. 49 davon verfügen über festangestellte und offiziell ernannte Imame, während 12 von ihnen lediglich an Wochenenden und auf Honorarbasis arbeiten.
Die Zentrale der IGBD unterhält inzwischen drei Personen in Vollzeit, um professioneller zu arbeiten und den Verband besser zu präsentieren und mehr Kontakte knüpfen zu können.
An der deutschen Islamkonferenz seit 2006 nimmt ein Verbandsvertreter in einer der drei Arbeitsgruppen teil.
Obwohl der Verband aufgrund seiner Zugehörigkeit zu Islamrat und ZMD theoretisch auch vom Koordinierungsrat der Muslime in Deutschland (KRM) vertreten wird, hat er „von der Gründung des KRM nur aus der Zeitung erfahren“ und ist bislang an Sitzungen nicht beteiligt.
Die größte bosnische Moschee in Deutschland befindet sich in Köln in einem 1997 gekauften früheren Fabrik-Komplex und wurde 2008 neueröffnet. Sie steht auf einem Grundstück von 3.370 Quadratmeter, das neben der Moschee eine Wohnung für den Imam, ein Café, einen Lebensmittelladen und einen Klassenraum für Schüler beherbergt und das zum Vakuf der Islamischen Gemeinschaft in Bosnien gehört.
Von den 4.000 bis 5.000 bosnischen Muslimen in Köln nimmt nur etwa ein Viertel am Gemeindeleben teil.
Der VIGB schätzte, dass ihm etwa 6 % der Bosniaken in Deutschland die Zakat geben. Die Anzahl der bosnischen Muslime in Deutschland ist nicht statistisch erfasst, bewegt sich aber nach Schätzungen im Bereich von 167.000.

## Weblink
- Offizielle Website